# Sankt Roman
Sankt Roman är en ort och kommun i Österrike. Den ligger i distriktet Schärding i förbundslandet Oberösterreich, 210 kilometer väster om huvudstaden Wien.
Kommunen består av 25 orter (Ortschaften) (inom parentes invånarantal 1 januari 2024):

- Altendorf (516) (med kyrkbyn Sankt Roman)
- Aschenberg (72)
- Au (53)
- Aug (33)
- Danedt (38)
- Ebertsberg (25)
- Füchsledt (6)
- Ginzlberg (23)
- Ginzldorf (72)
- Höll (17)
- Jetzingerdorf (42)
- Kössldorf (59)
- Langendorf (43)
- Lehen (54)
- Oberndorf (23)
- Penzingerdorf (72)
- Prackenberg (47)
- Rain (66)
- Razing (72)
- Schnürberg (150)
- Simling (99)
- Steinerzaun (27)
- Vichtenstein (8)
- Watzing (61)
- Wienetsdorf (111)